# Шамотульський замок
Шамотульський замок (пол. Zamek w Szamotułach) — замок, що розташований у місті Шамотули Великопольського воєводства у Польщі. У вежі замку Лукаш Ґурка силоміць утримував дружину Гальшку Острозьку, яка походила з давньоукраїнського князівського роду Острозьких.  

## Історія

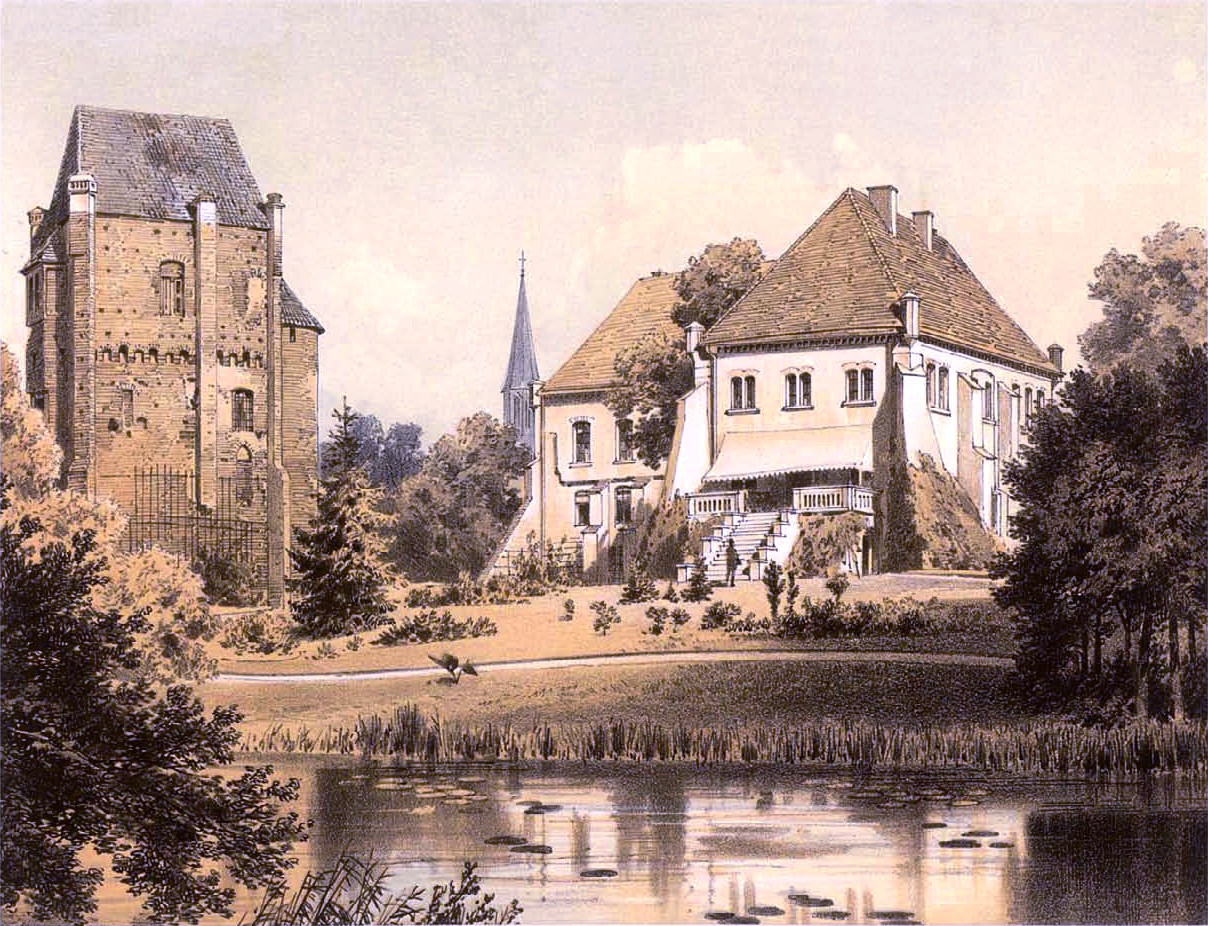
Шамотульський замок між 1857 та 1883 роками. З колекції Александра Дункера

Перший замок у Шамотулах у другій половині XIV століття побудував, ймовірно, накельський каштелян Сендзивой Швідва. Він знаходився у південній частині міста та мав форму регулярного чотиристороннього об'єкту із замковим будинком уздовж однієї із куртин. Цей замок було розібрано у 1675 році, а на його місці побудовано костел Святого Хреста та монастир. Від замку збереглися фрагменти кам'яної плити, вбудовані у прикостельну браму. 
Родина Шамотульських, яка правила у Шамотулах складалася з двох гілок. Представник іншої гілки, Доброгост Швідва-Шамотульський вирішив побудувати свій замок у північній частині міста, у готичному стилі. Він складався з житлового будинку, веж та однієї відокремленої вежі та був оточений ровом та мурами. У 1511 році після одруження з Катажиною Шамотульською власником замку став Лукаш II Гурка. У 1518 році він перебудував замок у ренесансному стилі, та пристосував вежу, яку в наш час називають вежею Гальшки, до житлових цілей. Чергову модернізацію було здійснено у 1552 році, коли власником замку був пізніший воєвода, Лукаш III Гурка. Після його смерті замок став власністю шляхетських родин  і поступово занепадав. У 1720 році було відремонтовано житлову частину. 
У ХІХ столітті замок був, серед іншого власністю майбутнього прусського короля Фрідріха-Вільгельма IV та князів Саксен-Кобург-Гота. У 1869 році було проведено капітальний ремонт замку, під час якого була усунута частина оригінальних елементів. Реконструкція у історичному вигляді та з використанням збережених готичних фрагментів на основі детальних досліджень була проведена у 1976—1990 роках. Будинок став резиденцією музею, в якому представлені історичні інтер'єри, регіональні археологічні та етнографічні колекції та історія родини Гурків. Раніше музей розташовувався лише у вежі. 

## Опис замку
Центральну частину комплексу займає відбудований замок, який побудовано на плані латинської літери L. У історичному парку, який його оточує, збереглися фрагменти рову та оборонних валів. На західній стороні міститься офіцина з XVIII століття, а поблизу ставка — Вежа Гальшки. На протилежному боці знаходиться фазанярня з XIX століття, відтворена у 1990 році, а також фундаменти веж з XVI століття. 

## Вежа Гальшки
Одна із збережених веж відома як вежа Гальшки. Вона отримала свою назву на честь Гальшки Єлизавети Острозької, представниці давньоукраїнського князівського роду, яка була відома своєю красою та багатством. Гальшка не погоджувалася на шлюб по домовленості з Лукашем III Гуркою, але її насильно привезли до Шамотул та впродовж близько 14 років тримали ув'язненою у вежі, яка була з'єднаною підземним переходом з костелом. У той час її називали «чорною княгинею» через жалобний одяг, який вона носила. Після смерті Лукаша Гурки у 1573 році Гальшка отримала волю. За легендою дух Гальшки повертається до вежі донині. 

## Світлини

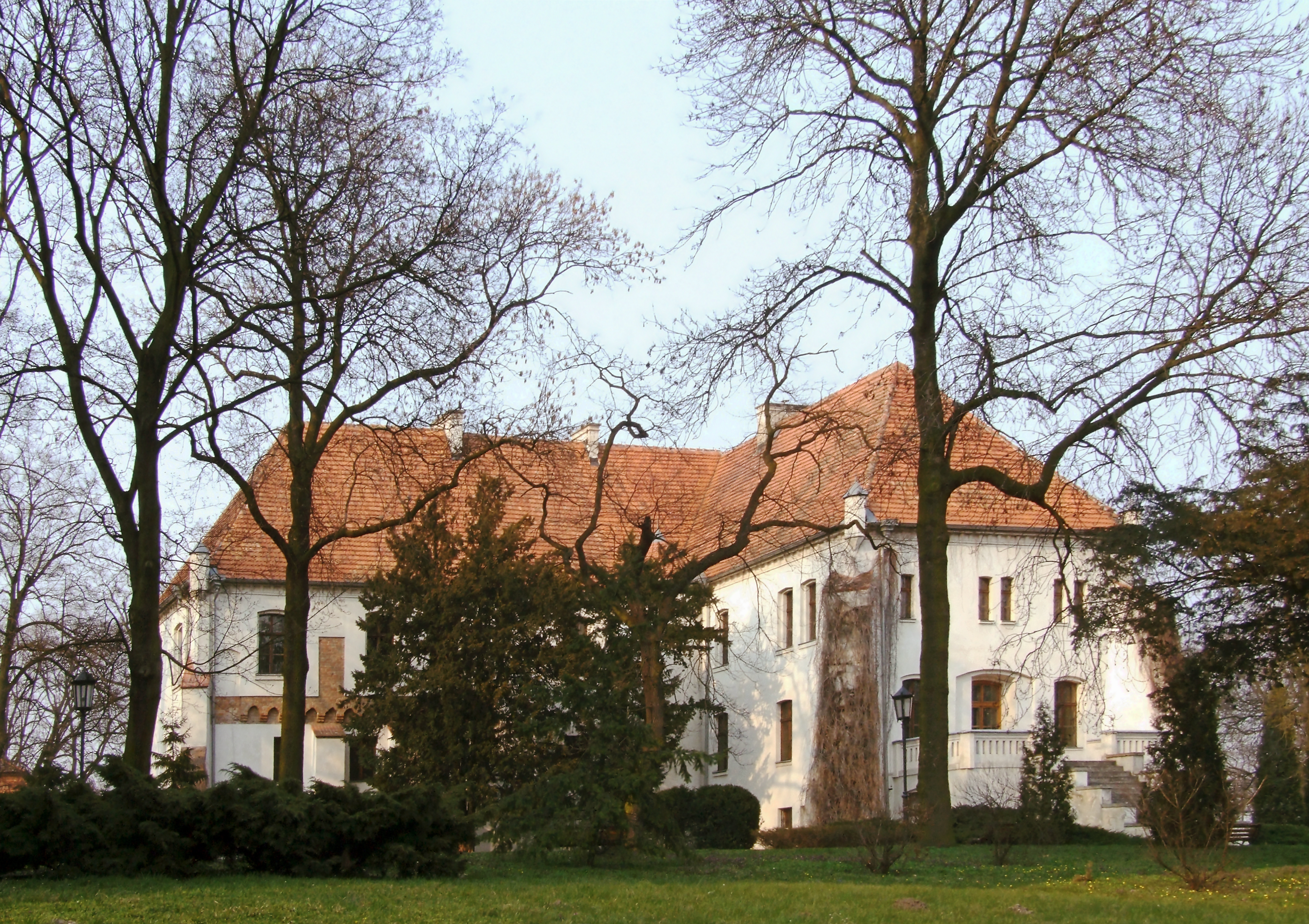
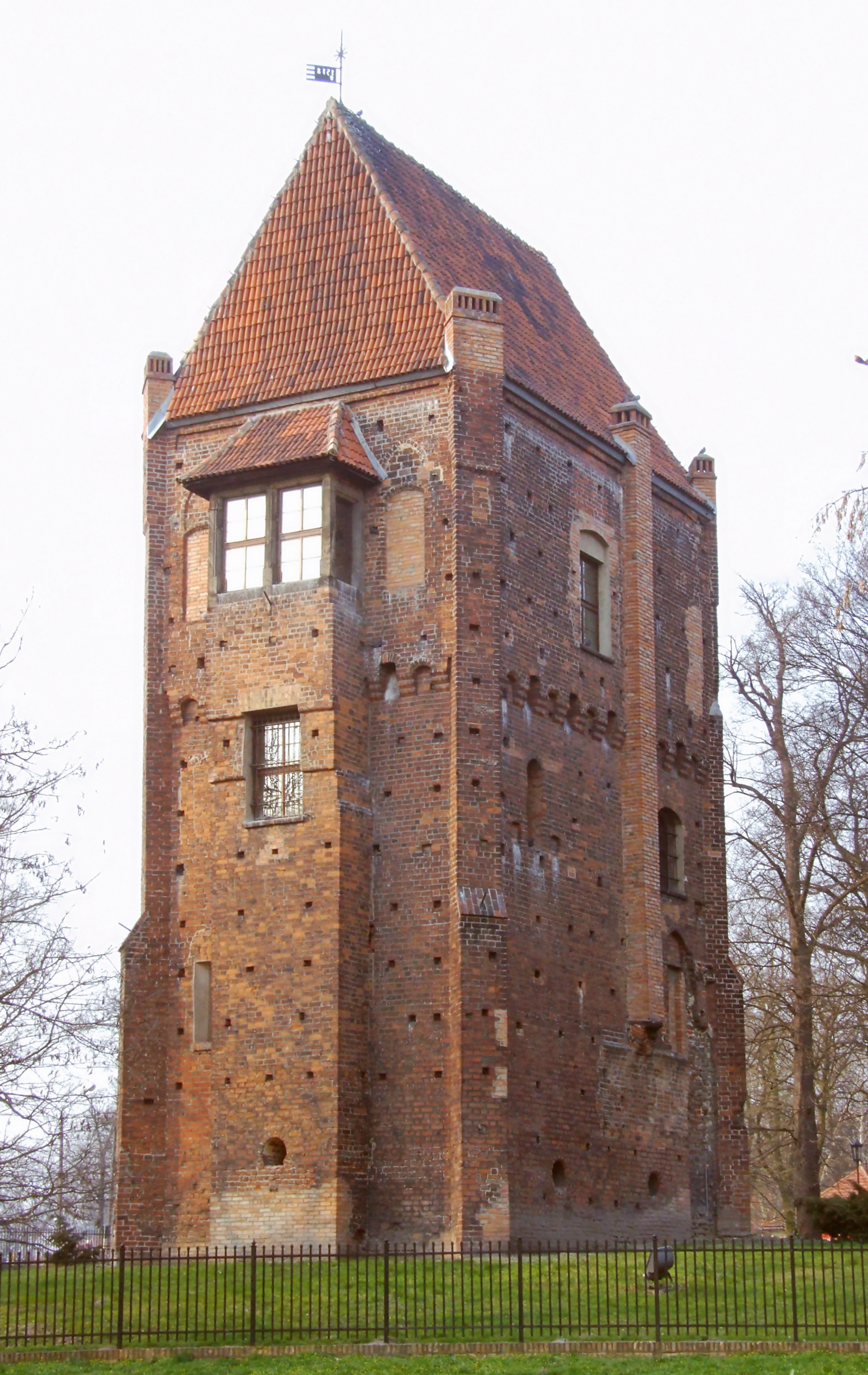
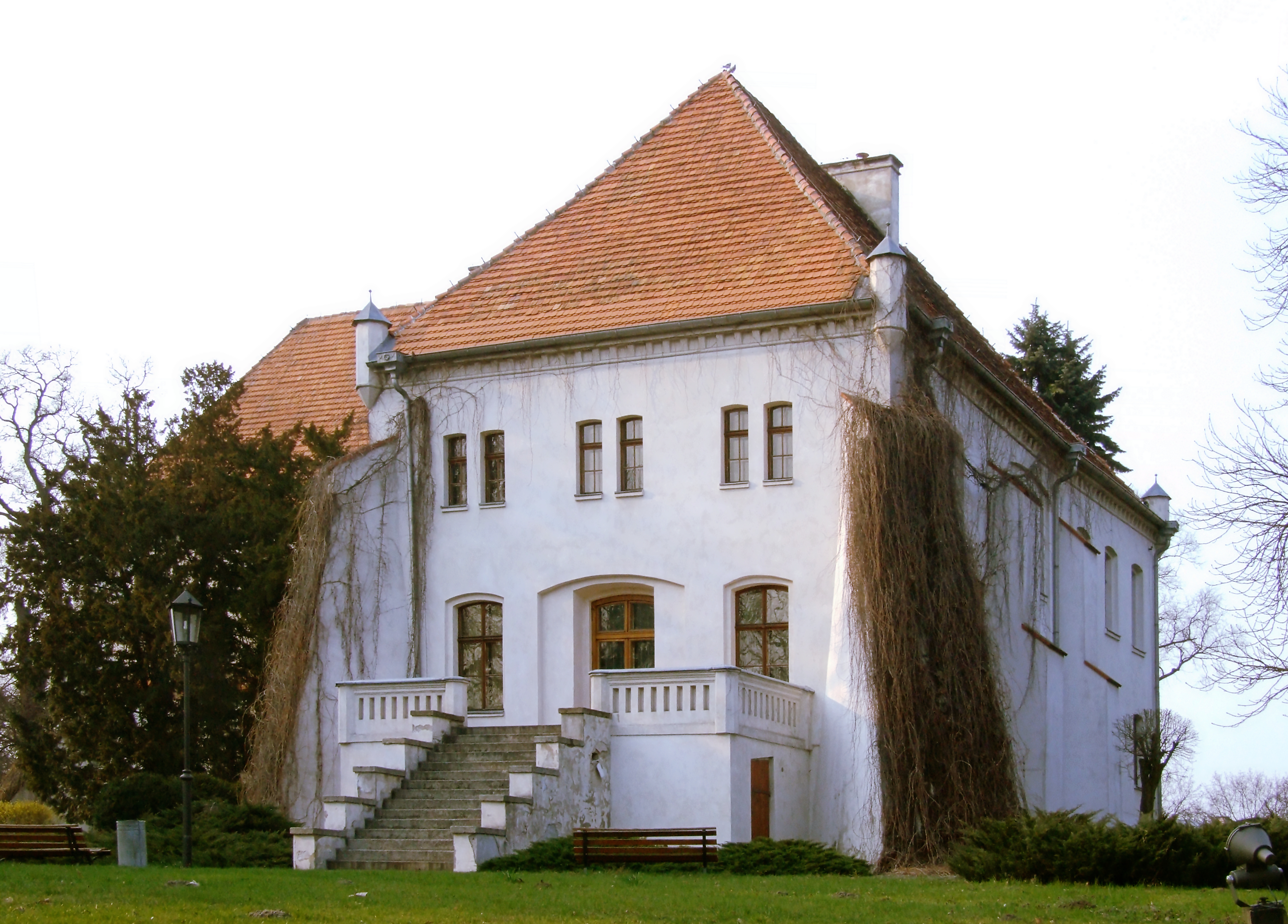
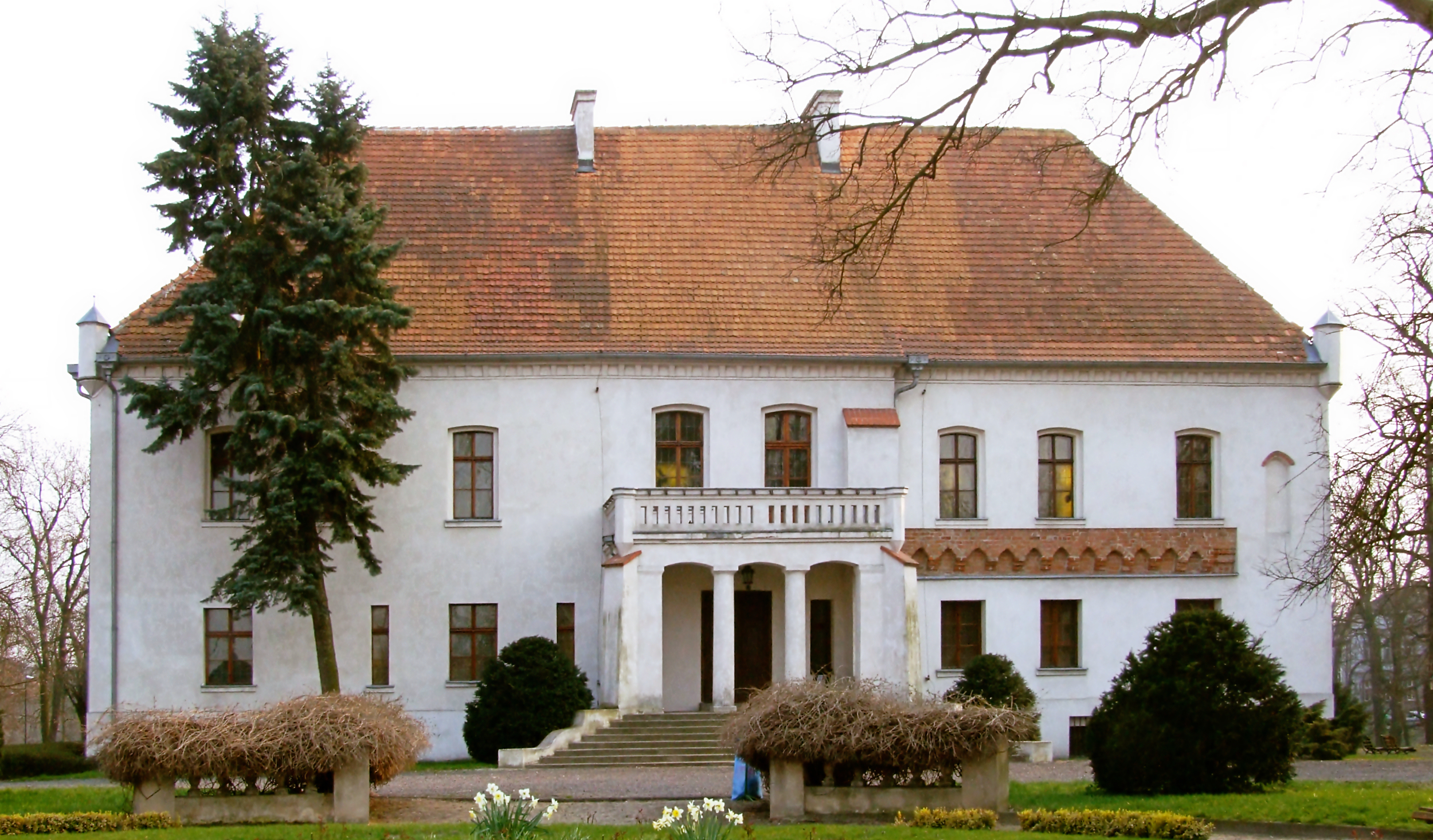
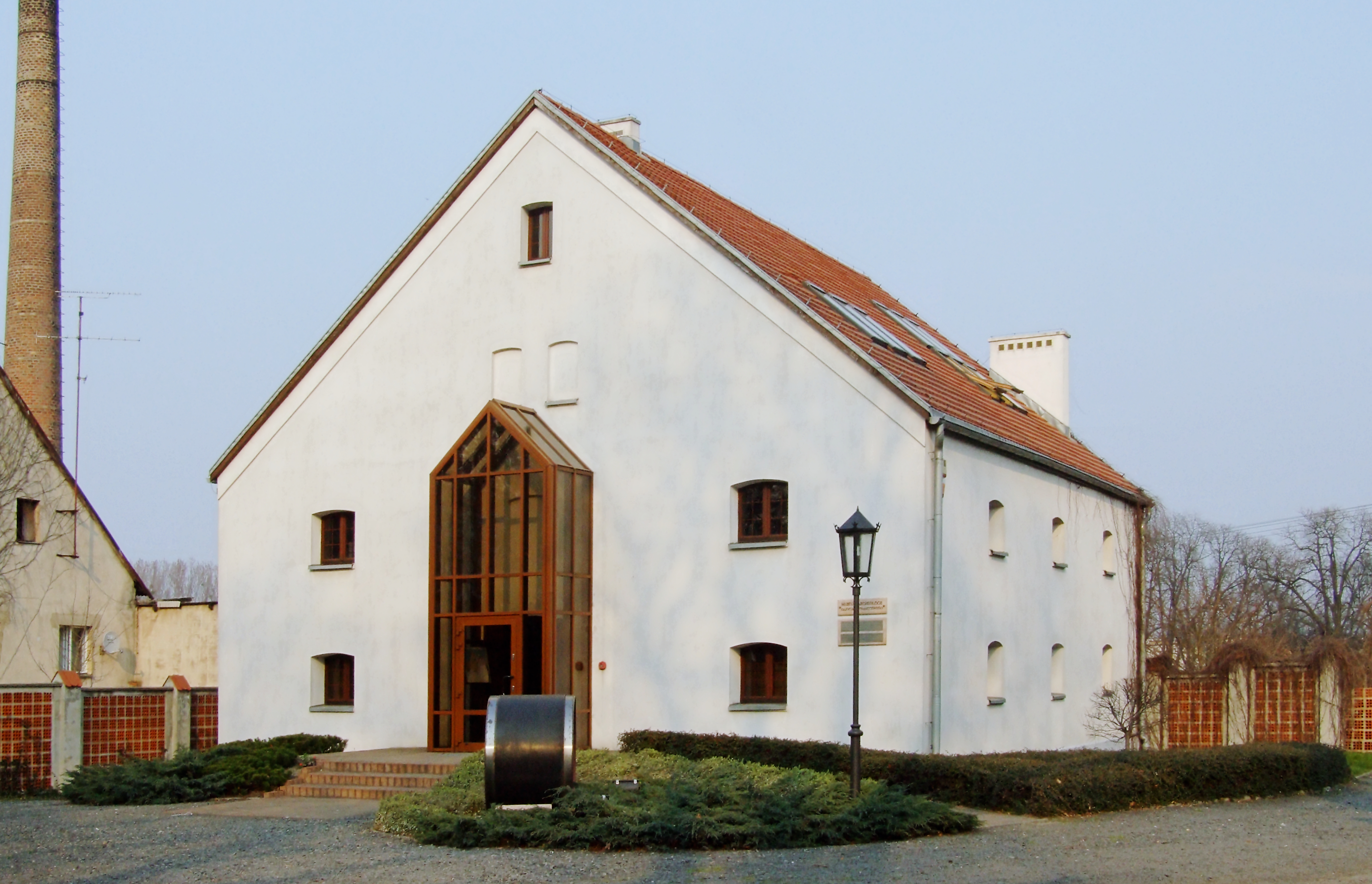
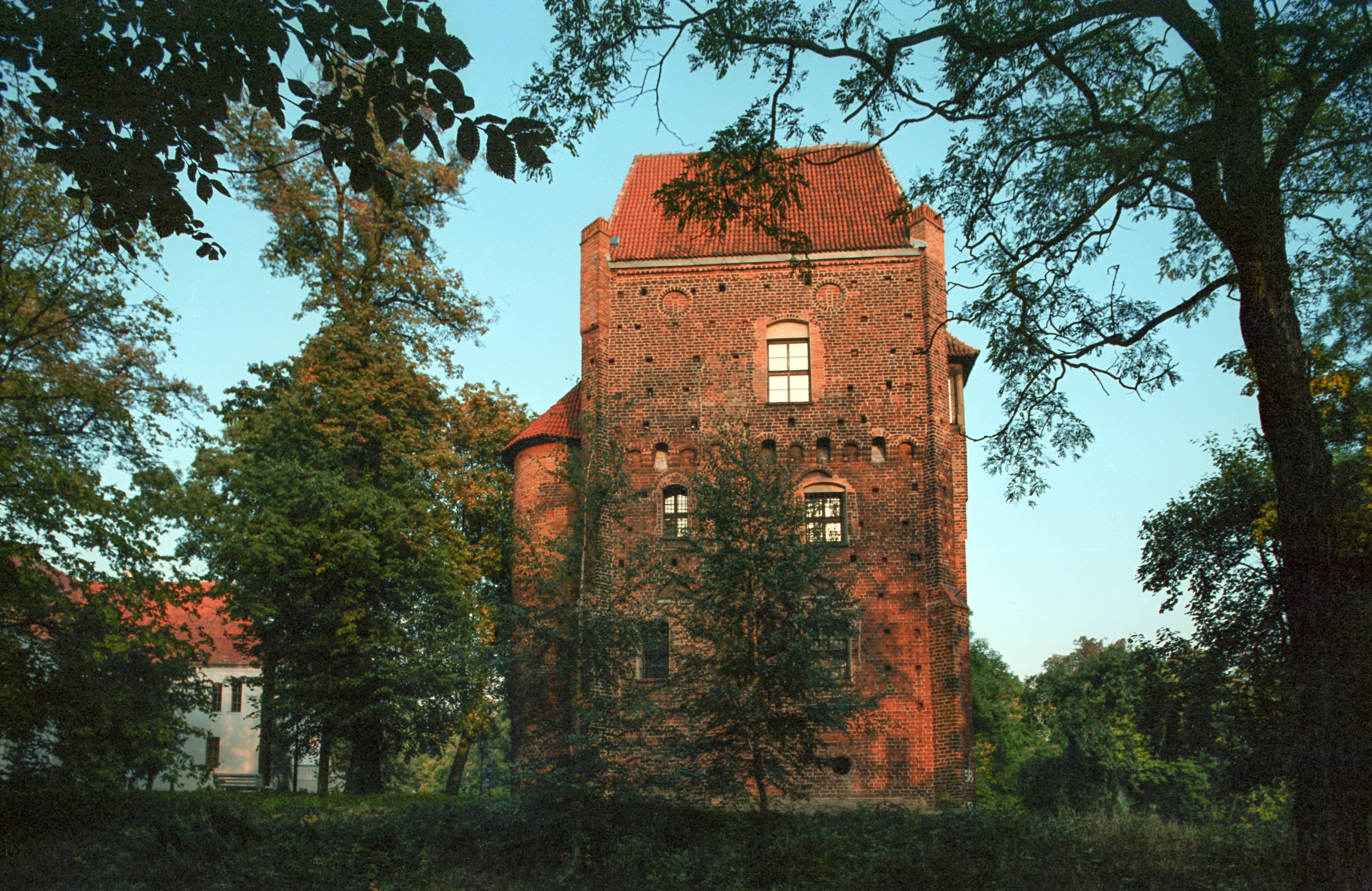